# Jean-Baptiste Forest
Jean-Baptiste Forest (Parigi, 5 giugno 1635 – Parigi, 17 marzo 1712) è stato un pittore e mercante d'arte francese.

## Biografia
Jean-Baptiste Forest nacque il 5 giugno 1635 a Parigi.
Iniziò a interessarsi all'arte della pittura in tenera età grazie al padre, Pierre Forest. Perfezionò poi le sue capacità in Italia, principalmente nello studio di Pier Francesco Mola, pittore di storia e paesaggista. Al suo ritorno in Francia, attraversò la Provenza e la Franca Contea, realizzando numerosi disegni. Fu ammesso all'Académie nel 1674, ma non poté iscriversi prima del 1699 a causa della sua fede protestante. Sposato con la sorella di Charles de La Fosse, ebbe due figlie, la maggiore delle quali, Marie-Élisabeth, sposò Nicolas de Largillière il 14 settembre 1699. Trascorse gli ultimi anni della sua vita occupandosi di dipinti e disegni di grandi maestri, "nei quali aveva acquisito una conoscenza perfetta".
Morì il 17 marzo 1712 a Parigi.

## Opere
Jean-Baptiste Forest espose tre paesaggi al Salon del 1704.

## Galleria d'immagini

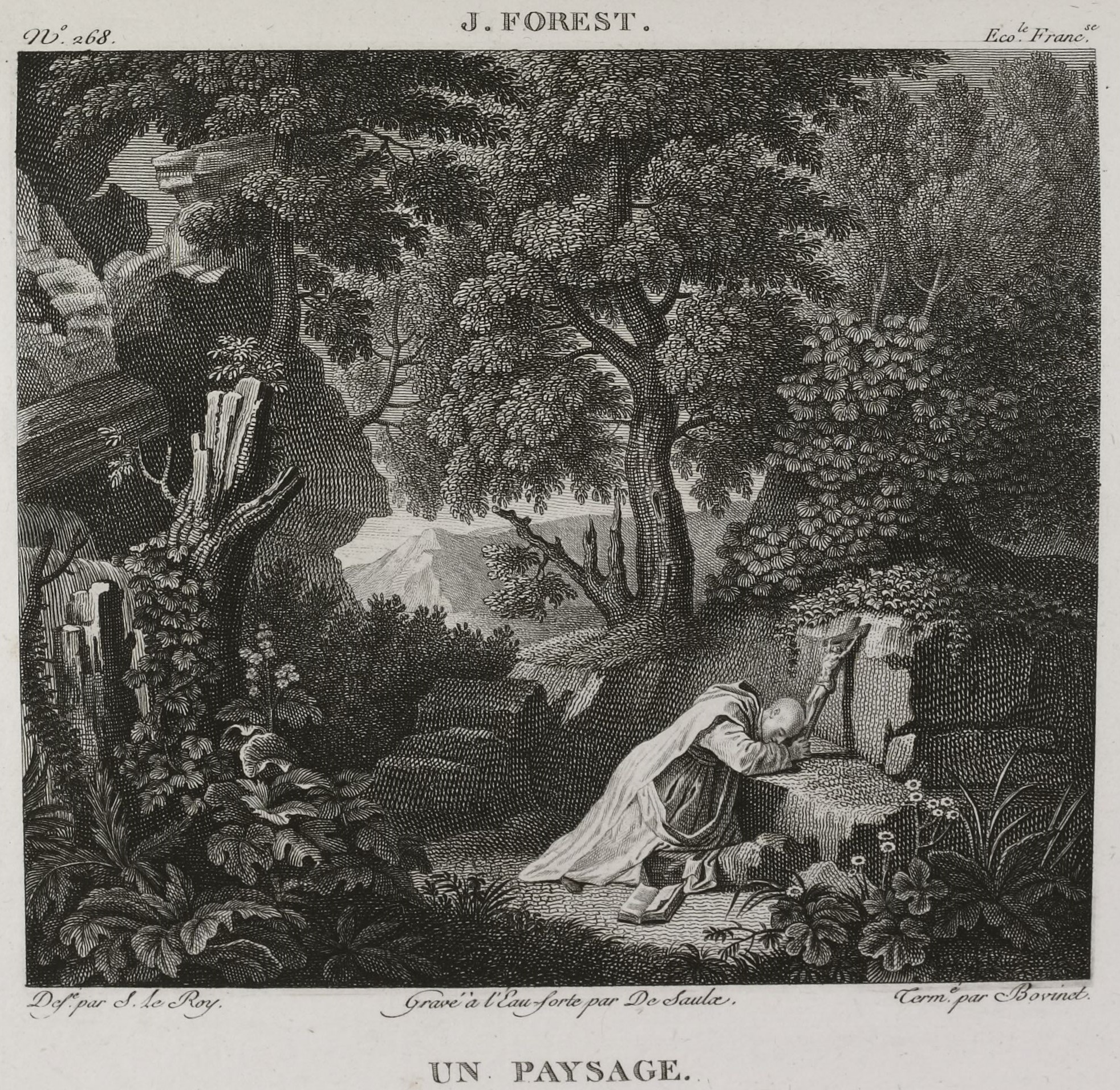
Incisione di un Paesaggio, 1802-1815, tratto da un dipinto di Forest
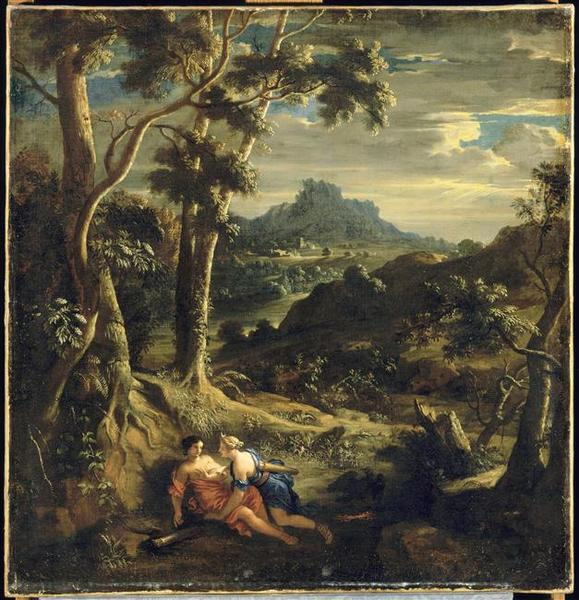
Attribuito a Jean-Baptiste Forest, Giove e Callisto, Digione, museo Magnin[5].